# 細尾真孝
細尾 真孝（ほそお まさたか、1978年 - ）は、日本の実業家。株式会社細尾 代表取締役社長。元禄元年（1688年）から続く西陣織の老舗、細尾12代目。MITメディアラボ  ディレクターズフェロー、一般社団法人GO ON 代表理事、株式会社ポーラ・オルビス ホールディングス 外部技術顧問。

## 来歴
京都府京都市に生まれる。大学卒業後、音楽活動を経て、大手ジュエリーメーカーに入社。退社後フィレンッェに留学。2008年に細尾入社、常務取締役を経て、2020年8月に代表取締役社長に就任。
京都の伝統産業である西陣織の技術を活用、西陣織をマテリアルとして位置づけなおし、「HOSOO」ブランドとして、海外に向けて革新的なテキスタイルを展開。ディオール、シャネル、エルメス、カルティエの店舗やザ・リッツ・カールトンなどのホテルに供給するなど、独自のアートテキスタイルの開発を率い、世界のブランドから高い支持を受けている。
2020年には細尾社内に、染織文化のリサーチ部門「HOSOO STUDIES」を立ち上げ。
また、デヴィッド・リンチやテレジータ・フェルナンデスらのアーティストとのコラボレーションも積極的に行なっている。
2012年に京都の伝統工芸を担う同世代の後継者によるプロジェクト「GO ON」を結成。国内外で伝統工芸を広めるべく活動している。
テレビ東京「ワールドビジネスサテライト」、テレビ東京「ガイアの夜明け」でも紹介。日経ビジネス「2014年日本の主役100人」、WWD「ネクストリーダー 2019」選出。

## 著書
- 『日本の美意識で世界初に挑む』ダイヤモンド社、2021年、ISBN978-4-478-11237-3）